# Filmová místa
Filmová místa.cz (zkracováno na FM) je databáze filmových lokací a míst natáčení především v českých filmech a zahraničních filmech natáčených na území České republiky. Nejde tedy prioritně o klasickou databázi filmových děl, jakou nabízí projekty Česko-Slovenská filmová databáze nebo České filmové nebe. Filmová místa.cz si kladou za cíl odpovědět na otázku, na kterých místech se natáčely filmy a seriály.

## Historie vzniku
Projekt Filmová místa.cz byl spuštěn 1. května 2007., autorem je Jiří Kuruc. Podmětem ke vzniku projektu byly závěrečné scény z filmu Charlotte Gray, kde se hlavní hrdinka setkává se svým ztraceným přítelem Julienem na kopci s kamenným kostelem. Místo autory natolik okouzlilo, že chtěli zjistit, kde se nachází. A zjistili, že vševědoucí Internet nedokáže odpovědět. Na podzim téhož roku přibyla funkce Interaktivní mapa. Projekt do té doby odpovídal na otázku, kde se natáčel konkrétní film. Nedokázal však návštěvníkům jednoduše odpovědět, co se natáčelo v okolí jejich bydliště anebo cíle nedělního výletu. Interaktivní mapa využívá veřejně dostupné API mapové aplikace Googlu.

## Vytváření databáze a zapojení uživatelů
Projekt je od počátku stavěn jako tzv. Web 2.0 aplikace a jak autoři přiznali, bere si inspiraci právě z Wikipedie. Pro jedince je nemožné, aby poznal všechna místa natáčení z filmu. Návštěvníci stránek z různých koutů republiky však snadno rozeznají místa ve svém blízkém okolí, které mají neustále na očích. Nové filmy a filmové záběry mohou přidávat všichni registrovaní uživatelé a všichni registrovaní uživatelé mohou přidávat k filmovým záběrům adresu a také fotografii současné podoby místa. Tyto srovnávací fotografie jsou nejzajímavější u filmů staršího data výroby. Pro účely databáze jsou bezvýznamné filmy natáčené v ateliérech.
Velmi často se tedy stává, že jeden uživatel vloží záběr z filmu, o kterém by chtěl vědět, kde se natáčel. Druhý uživatel místo rozpozná a přidá adresu. Třetí uživatel pak může přidat fotografii současné podoby místa pro srovnání.

## Statistiky a úspěšnost nalézání míst
V současné době[kdy?] je v databázi přes 2200 filmů statistiky, seriálů a sitcomů, převážně českého původu. Z celkového počtu téměř 50 000 filmových záběrů se podařilo uživatelům dohledat přes 39 000 míst (úspěšnost nalezení takřka 80 %). Každý druhý filmový záběr je ostatními uživateli dohledán a vyfotografován (úspěšnost přes 50 %). Z databáze uživatelů lze vysledovat zhruba stovku skutečných fanoušků filmových míst, kteří do databáze přispívají pravidelně. V interaktivní mapě se celosvětově nachází přes 23 000 filmových lokací.